# Кинески пелин
Кинески пелин (Artemisia argyi) вишегодишња је зељаста биљка из рода пелина (Artemisia) који припада породици главочика (Asteraceae). Аутохтона је врста на подручју источне Азије и расте на подручју Кине, Кореје, Монголије, Јапана, те у Амурској области и Приморском крају Руске Федерације. У Кини је познат под именима ајцао и ај је, док га у Јапану зову гају. У кинеској традиционалној медицини користи се за лечење болести бубрега, јетре и слезине, а као зачинска биљка има употребу у кинеској кухињи. 

## Опис таксона
Кинески пелин је вишегодишња зељаста биљка са усправним стаблом сивкасте боје. Ксерофилна је биљка и одлично подноси услове са мањком влаге у тлу. Има кратке гране и ризомаст корен, а нарасте до једног метра у висину. Лисне дршке су доста кратке и јаке, а сами листови јако рашчлањени, покривени длачицама. Доњи листови су дуги око 6 цм са широким копљастим режњевима, док су горњи листови знатно мањи и троделни. Цваст има облик грозда, а појединачни цветови се светложути и тубасти. Централни цветови су биполарни, док се искључиво женски налазе на периферији. Комплетна биљка је јако ароматична, а интензитет ароме је јачи уколико расте на земљишту лошијег квалитета.